# Franco Danieli
Franco Danieli (Galatone, 20 aprile 1956) è un politico italiano.

## Biografia
Nato a Galatone (Lecce), nipote di Giulio Danieli e figlio di Vincenzo Danieli, entrambi militanti antifascisti pugliesi, svolge attività politica nelle formazioni della sinistra studentesca a Milano e Bologna. È tra i fondatori del Movimento per la Democrazia-La Rete di Leoluca Orlando, noto semplicemente come "La Rete", partito fortemente a caratterizzazione antimafia, di cui diviene coordinatore per l'Emilia-Romagna e successivamente portavoce nazionale.
Impegnato sul tema della legalità, dei diritti umani e contro la pena di morte, ha promosso diverse iniziative e campagne internazionali di sensibilizzazione (tra cui alcune con la partecipazione di Antonino Caponnetto).
Avvocato cassazionista, specializzato in diritto internazionale, negli anni '90 lavora alla ricostituzione dell'Associazione Italiana Giuristi democratici con, tra gli altri, Franco Ippolito, Gianni Lanzinger, Fabrizio Clementi e Fabio Marcelli.
Ha fondato il CenRI (Centro per le relazioni internazionali) e diretto la rivista di studi geopolitici Analisi XXI. È presidente dell'Ecologico International Film Festival (EIFF).

### Camera dei deputati
Eletto alla Camera dei Deputati nella XII e XIII legislatura è stato capogruppo nella Commissione Affari Esteri. Nominato Sottosegretario al Ministero degli Affari Esteri nel secondo governo D'Alema (22 dicembre 1999 - 25 aprile 2000) e nel II secondo governo Amato (25 aprile 2000 - 11 giugno 2001).
Durante questi anni, in forza della delega alle relazioni bilaterali con i Paesi del continente americano, alla promozione della cultura italiana e agli italiani nel mondo, ha avviato la fase della firma e della ratifica della Convenzione Europea sul Paesaggio e definito le modifiche costituzionali sul voto agli italiani all'estero. Ha svolto, inoltre, un'azione di promozione e tutela della cultura e del patrimonio artistico italiano, tra l'altro, organizzando mostre all'estero dei giovani studenti dell'Accademia di Belle Arti di Roma ed evitando la dispersione in Brasile di una importante raccolta di disegni di Sartorio.
Ha promosso e firmato numerosi accordi internazionali, tra cui quello di partenariato strategico con il Cile all'inizio della Presidenza Lagos e organizzato la Prima Conferenza degli italiani nel mondo e il Primo incontro dei parlamentari di origine italiana nel mondo, fondando la relativa associazione.
Si è impegnato nel recupero delle prove a sostegno dell'accusa, nel giudizio avanti la Corte di Assise di Roma a carico di alti militari argentini colpevoli della morte di cittadini italiani durante gli anni della dittatura e sostenuto l'attività delle associazioni dei familiari dei desaparecidos latino-americani.

### Senato della Repubblica
Eletto al Senato della Repubblica nella XIV e XV legislatura è stato Vicepresidente della Commissione Affari Esteri, Presidente della Sezione italiana dell'Unione Interparlamentare per le relazioni con i Paesi dell'ex Unione Sovietica e componente della delegazione parlamentare italiana al Consiglio d'Europa a Strasburgo e di quella della U.E.O. a Parigi.
Nominato Viceministro degli Affari Esteri nel II Governo Prodi con delega agli italiani nel mondo, ha seguito numerosi casi di sequestri di cittadini italiani all'estero; ha affrontato ed istituzionalizzato il problema della sottrazione internazionale di minori italiani, figli di coppie miste; ha partecipato ai lavori del Governo Prodi a favore dell'assegnazione dell'Expo 2015 a Milano.